# Louis-Jules Mancini-Mazarini
Pour les articles homonymes, voir Mancini.
Louis-Jules Mancini-Mazarini 3e et dernier duc de Nevers, dit de Nivernais (16 décembre 1716 - 25 février 1798) est un ambassadeur, ministre d'État, épistolier, poète, académicien et auteur dramatique français.

## Biographie
Il est né le 16 décembre 1716 à l'Hôtel Mazarin (rue de Richelieu), fils du 2e duc de Nevers Philippe Jules François Mancini, pair de France, et de Marianna Spinola. D'abord connu sous le nom de marquis de Donziois, puis de duc de Donziois au moment de la démission en sa faveur de sa pairie par son père (1730), il devient le duc de Nivernais au décès de ce dernier (1768).
Il est le petit-fils du 1er duc de Nevers Philippe Mancini (neveu du Cardinal Mazarin) dont les sœurs furent célèbres à la cour de Louis XIV.
Auteur de théâtre, il est élu membre de l'Académie française sous Louis XV, le 8 novembre 1742, âgé de 27 ans. Il est également membre de l'Académie des inscriptions et belles-lettres et de la Royal Society de Londres.
Après une carrière militaire qui l'amène au grade de brigadier d'infanterie (1743), il est ambassadeur à Rome en 1748, à Berlin en 1756, à Londres en 1762 (avec comme ministre plénipotentiaire le chevalier d'Éon) et ministre d'État du Roi Louis XVI en 1787.
Il est aussi gouverneur et lieutenant général en nivernais (1768).
Il est emprisonné sous la Terreur (1793-1794) et disparaît le 25 février 1798 à Paris à l'âge de 81 ans.

### Mariages et descendance
Le duc de Nivernais épouse en premières noces Hélène Françoise Angélique Phélypeaux de Pontchartrain (1715-1781), fille de Jérôme Phélypeaux, comte de Pontchartrain, secrétaire d'État, et d'Hélène Angélique Rosalie de Laubespine. De leur union naissent trois enfants morts en bas âge et deux filles :
- Hélène Julie Rosalie Mazarini Mancini (1740-1780), qui épouse en 1753 Louis-Marie Fouquet de Belle-Isle, comte de Gisors (1732-1758), fils du duc de Belle-Isle, puis en 1759, Louis-Camille de Lorraine, prince de Marsan. Elle meurt sans postérité ;
- Adélaïde Diane Hortense Mazarini Mancini ( ? 1744-1808)[3], qui épouse en 1760 Louis-Hercule de Cossé-Brissac, duc de Cossé puis de Brissac, amant de la comtesse du Barry, qui meurt massacré par la foule en 1792.

Le 14 octobre 1782, sept mois après le décès de son épouse, il se remarie avec sa grande amie, la comtesse de Rochefort: Marie-Thérèse de Brancas est la fille de Louis de Brancas, marquis de Céreste, maréchal de France, gouverneur de Nantes, ambassadeur en Espagne, et d'Elisabeth Charlotte Candide de Brancas, elle était veuve de Jean Anne de Larlan de Kercadio, comte de Rochefort, marquis de La Dobiaye. La nouvelle duchesse de Nivernais meurt un mois et demi plus tard, le 4 décembre 1782.

### Œuvres
- 1746 (10 mars) : La Coquette fixée, comédie en 3 actes, en vers, avec un divertissement, avec Charles-Antoine Leclerc de La Bruère et Claude-Henri de Fusée de Voisenon, Paris, Comédiens italiens ordinaires du Roy.
- 1785 : Essai sur l'art des jardins modernes de Horace Walpole, traduit de l'anglais par le duc de Nivernois.
- 1796 : Fables de Mancini-Nivernois, publiées par l'auteur.
- 1796 : Œuvres de Mancini-Nivernois. Contient : Fables (vol. 1-2), Mélanges de littérature en vers et en prose (vol. 3-6), Richardet, poème italien de Carteromaco Niccolò Forteguerri, traduit en vers français (vol. 7-8).
- 1807 : Œuvres posthumes du duc de Nivernois. Contient : Éloge, suivi de remarques, et les discours académiques (vol. 1), Lettres familières. Théâtre de société (vol. 2)

### Distinctions
- Grand d'Espagne de première classe (1738)
- Chevalier des Ordres du Roi (1751)[5]

## Armoiries

Armes, selon Rietstap.

Écartelé : aux 1 et 4 d'azur, à un faisceau des licteurs d'or, lié d'argent, la hache du même, à la fasce de gueules, brochant sur le tout et chargé de trois étoiles d'or (de Mazarin (it)) ; aux 2 et 3 d'azur, à deux poissons d'argent (adossés selon le père Anselme) en pal (de Mancini).,,,
Selon RietstapÉcartelé: aux 1 et 4, d'azur, à une hache d'armes d'argent dans son faisceau de licteurs d'or lié aussi d'argent (de Mazarin (it)) ; aux 2 et 3, d'azur, à deux brochets nageants d'argent, l'un sur l'autre (Mancini).

## Iconographie

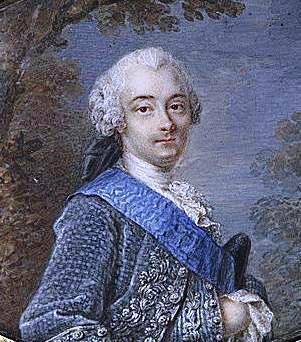
Miniature sur ivoire [11], École française, XVIIIe siècle (tabatière), musée du Louvre.
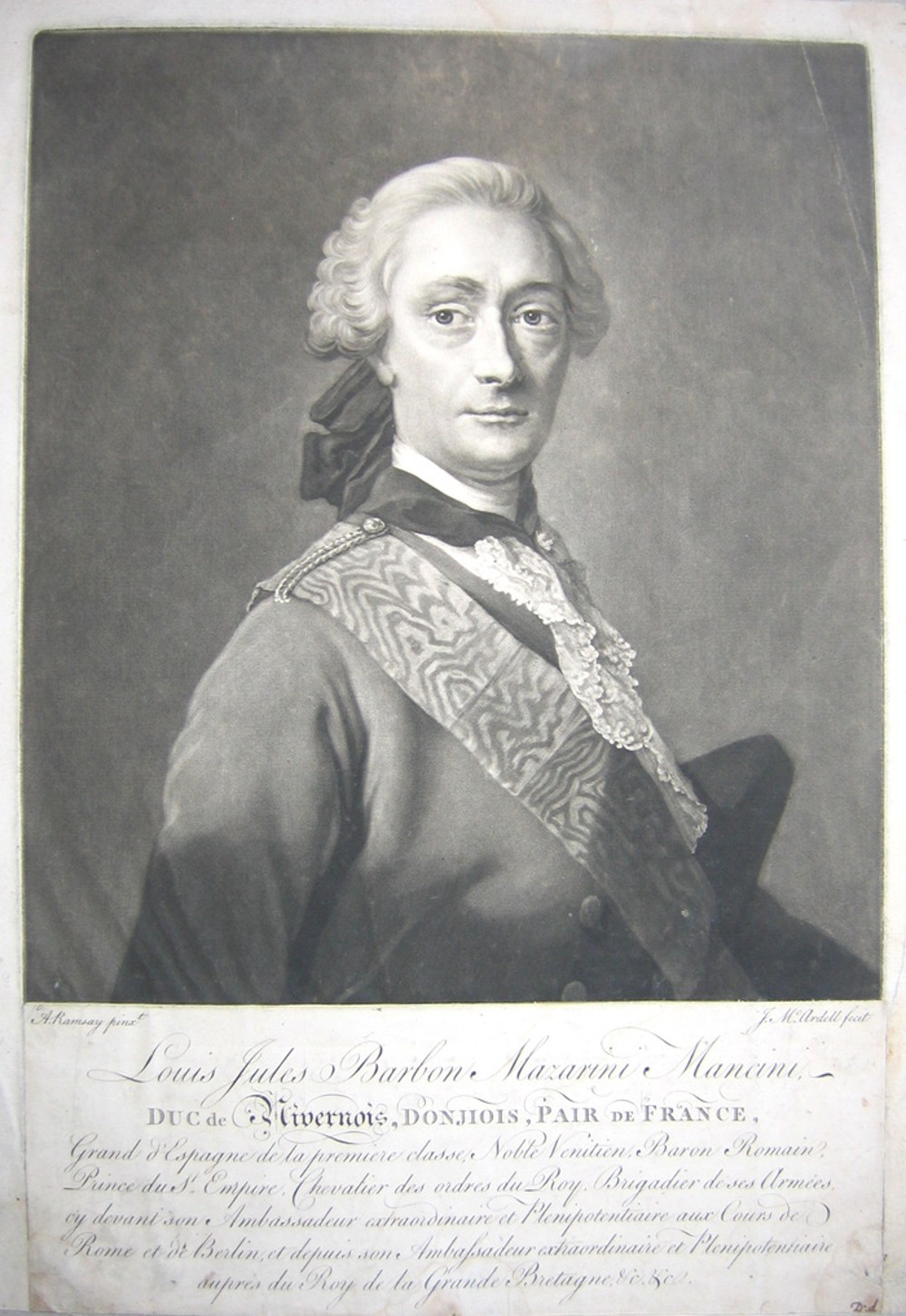
Gravure manière noire [12], James Mac Ardell (graveur), d'après Allan Ramsay XVIIIe siècle, musée municipal Frédéric Blandin (Nevers)
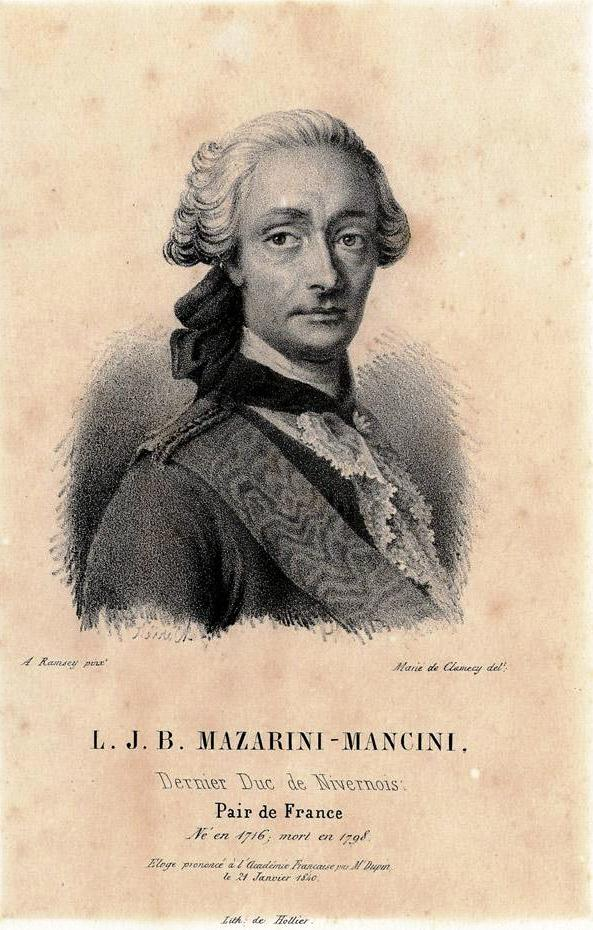
Gravure manière noire [13], Marie de Clamecy (dessinateur), d'après Allan Ramsay, XVIIIe siècle, musée municipal Frédéric Blandin (Nevers)
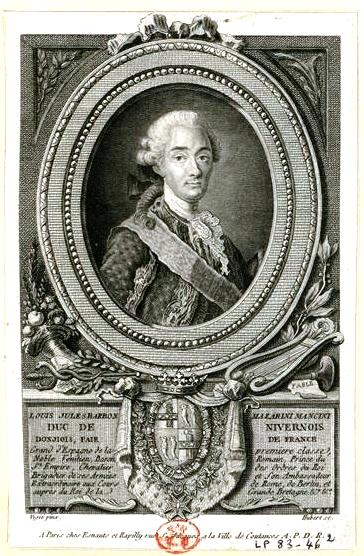
Eau-forte, Esnauts & Rapilly, d'après Vigié, XVIIIe siècle, château de Versailles

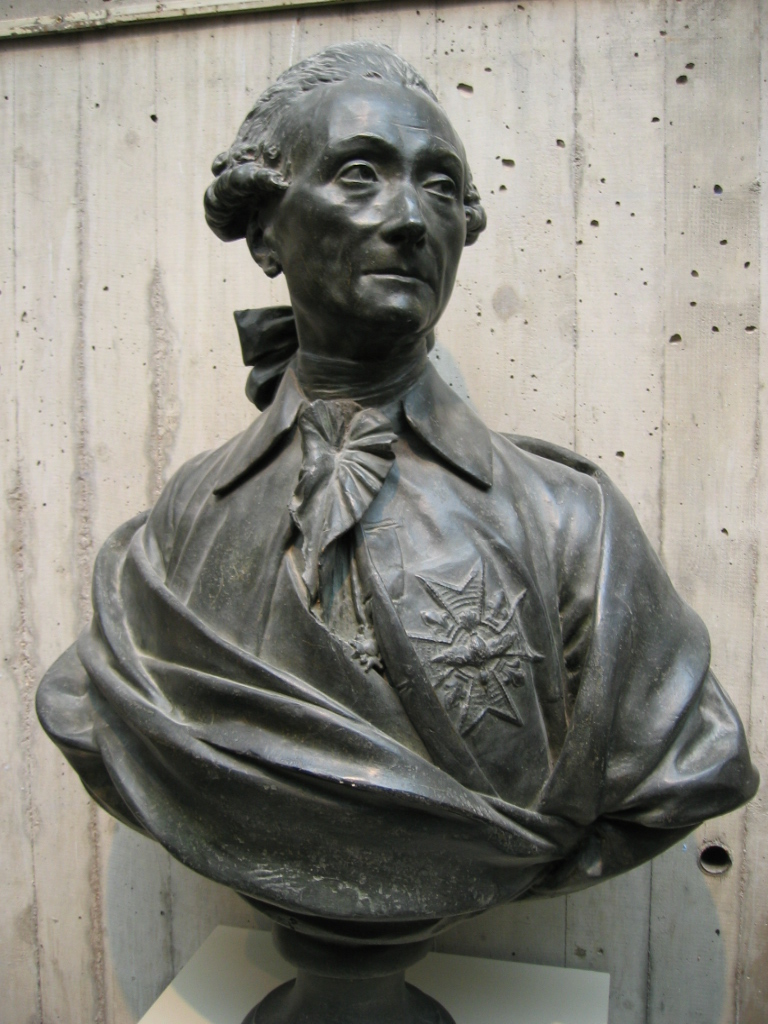
Buste[14], vers 1780, par Jean-Antoine Houdon, musée des beaux-arts de Besançon.
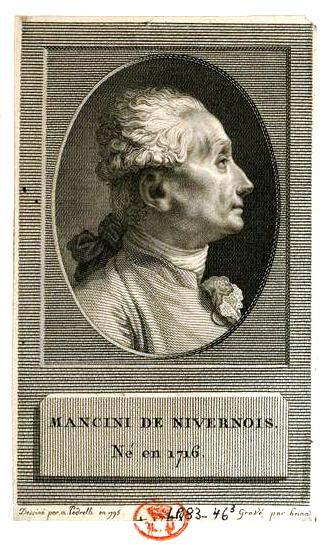
Estampe, A. Pedrelli (dessinateur, en 1795) & Heina (XIXe siècle, graveur français actif à Paris), château de Versailles
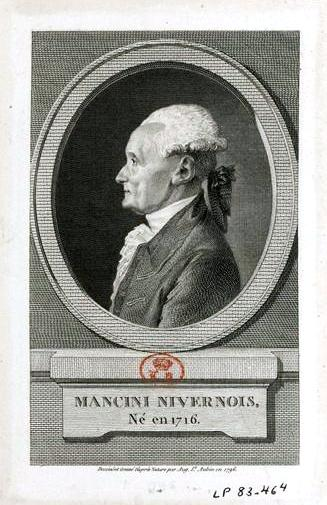
Eau-forte[15], Augustin de Saint-Aubin (1736–1807), burin (estampe), 1796, château de Versailles, musée municipal Frédéric Blandin (Nevers)